# 時光當舖
《時光當鋪》是一部由千川作者的輕小說。「萬物皆有靈。
他們渴望著被需要。」2016年1月15日宣布漫畫化、2016年12月27日宣布影視化。

## 背景
時光當鋪典當回憶，看得到物品背後的回憶和不同的意義，當鋪為了尋找物品的下個主人而經營，當鋪並不典當物品，而是寄存你的不捨和時光。

### 人物
阿樂
當鋪的店長，物靈師，認為當鋪像是孤兒院的店長，與家人的感情不佳，父親阿克罹患阿茲海默病，母親不相信物靈的存在，認為阿樂是妄想症患者。但實際上，阿樂唯一認知錯誤的，是把爺爺生前經營的飯館「茶飯屋」看成當鋪。估計由於店舖本身已有不少帶有物靈的物品，使其產生了「當鋪」的想法。
書書
本體是阿樂爺爺送的書籤，對物靈的探測有不小的靈敏度，有過目不忘的能力，在物靈間有強大的親和力，在當鋪裡擔任調停者的角色，由於與阿樂相處已久，所以可以用眼神來看出他在想什麼，十分在意因為自己的存在而導致阿樂被別人視為神經病。
胖次
本體是瑞士刀，物靈是肥碩的倉鼠，展開後會變成全身黑的盔甲武士，擁有強大的力量和破壞欲，喜歡哈姆太郎，十分崇拜河井律子。原主人是一名戰地記者。
貞德
本體是自行車，物靈是少女，十分在意自己以前的主人菲兒，可以自動平衡自行車，所以連運動白癡的阿樂也能使用。因菲兒買了電單車而把她出售給當鋪，但菲兒後來也在駕駛電單車時遇到交通意外身亡。
淘氣
被賣到當鋪的打氣筒，形象為小男孩，慣於捉弄在店鋪的物靈，很想念以前待的修車行，所以請胖次把現在在修車行原地址的水果店拆了，結果反而讓老闆娘拿到一大筆保險金，把水果店開的更大了，曾經弄爆貞德的三個輪胎，導致貞德很怕他，會把胖次握在手裡讓他睡覺。
八戒
本體形象電腦，物靈形象為小豬，愛好瀏覽色情網站。原主人是阿樂的朋友周春珊，因機能太慢和儲存了太多與前男友的合照而被轉讓給阿樂。在阿樂升級軟件後，成為駭客高手。
伊伊
由阿湘給予的一把青銅鑰匙，形象為小女孩，不會說話，只會發出咿咿的叫聲，長相可愛，來店的第一天便俘虜了所有物靈的心，有使碰觸到她本體的人看到及接觸物靈的能力，也能解開拍檔製造出來的幻境，是打破人與物靈之間界限的關鍵。
太陽
本體為一根彩色蠟燭，阿樂的爺爺為紀念孫子的出生而買下，形象為一條小白蛇，要求阿樂在爺爺的生日點燃他，後因本體損壞嚴重而死，使阿樂十分自責。
老帚
本體為一隻使用了20年的掃把，形象為一位老爺爺，每天都在默默的打掃當舖，即使阿樂為了讓他存活更久而不常叫他掃地，每天還是會偷偷的掃，最後由於使用過久，本體損壞過度而死，死前告訴阿樂把太陽的事放下。原主人是阿樂的爺爺，比書書更早出現在茶飯屋中。
老牌
本體為門上的營業牌，形象為喜歡打拳擊的袋鼠，擁有只要close的面向外面，裡面的人出不去外面，外面的人也進不來裡面，甚至連建築物的破壞都可以無效的能力。原主人是拳館老闆。
暴風
本體為直立式電風扇，與老帚一樣同為茶飯屋的「夥計」，形象為背著降落傘的飛鼠，十分喜歡戰鬥機。對第二任主人吳老先生的死亡感到十分不捨。
阿湘
本體為一個保險箱，形象為一位英俊男子後為了迎合主人葉采欣的喜好而變成其憧憬對象李昌平的樣子，後吸收寶石『天空的魅惑』變回原來的樣子，在知曉主人已去世的消息後消失。擁有把葉家老宅的所有門都上鎖的能力，也能偶然產生出人人皆能接觸的實物，例如:代表着阿湘原本樣貌和自我的寶石「天空的魅惑」和依依本體的鎖匙。
拍檔
本體為一組水彩筆，形象為一隻狐獴，擁有絕世的畫工和使附身的人也畫出美麗的畫，擁有將畫出來的畫實體化的能力，暗戀書書。原主人是畫家「七尾魚」祝泉，因想依靠自身實力來繪畫而放棄牠，把牠送給阿樂。
布穀
本體為一臺布穀鐘，形象為一隻貓頭鷹，由於物靈被喚醒而有了睡覺的需求，在睡覺時時鐘都不會動，醒來後還必須問阿樂時間，但依舊認為自己很有時間觀念，時間為他的口頭禪，擁有在睡覺時的一定範圍的監視功能還可以依照阿樂的要求放出3D投影的能力。
方方
本體為張春華送給樓韻的一副墨鏡，形象為一位小丑，擁有看透面前人的未來的能力，也能充當樓韻的眼睛。由於他的主人樓韻想把眼睛治好，而產生了自己沒用了的想法而死去。
十三
本體為盲眼占卜師樓韻的一根盲杖，形象為一隻眼睛長著一對翅膀，擁有看透人心的能力，但對物靈師無效。心智年齡猶如小孩。
媽媽
本體為一把小提琴，形象為一位拿著豎琴的小妖精，擁有讓使用者看見音符的顏色的能力（類似聯覺或絕對音感）。最終原主人劉藝因心因性失聰而放棄小提琴演奏，把她轉送給張倩。
阿樂（兔子）
本體為一根阿樂10歲時送給父親的按摩棒，形象為一隻兔子，能治療腰痛。名字是在阿樂父親罹患阿茲海默病，尋找阿樂時意外命名的，十分嫉妒阿樂讓父親如此掛念，後阿樂（人）騙父親「阿樂變成按摩棒了」，意思是將父親託付給阿樂（兔子），之後在阿樂（人）要離開時，叫了他一聲哥哥。

## 小說
小說從2015年開始出版，目前已出版五冊已經完結。
| 冊數 | 出版          | 國際               | 標題                       |
| ---- | ------------- | ------------------ | -------------------------- |
| 1    | 2015年4月14日 | ISBN 9789571058146 | 思念物的歸處               |
| 2    | 2015年6月16日 | ISBN 9789571060132 | 思念物的繾綣               |
| 3    | 2015年8月28日 | ISBN 9789571060804 | 思念物的虹彩               |
| 4    | 2015年11月6日 | ISBN 9789571062426 | 思念物的酣歌               |
| 5    | 2016年2月16日 | ISBN 9789571063478 | 思念物的港灣               |
|      | 2016年6月3日  | EAN 4717702269494  | 時光當舖 番外篇 桌遊特典版 |
|      | 2017年1月13日 | ISBN 9789571071541 | 轉角食光                   |

## 漫畫
漫畫從2016年2月號開始在夢夢月刊連載，2016年10月出版單行本，由葉澄作畫、尖端漫畫出版發行。
| 冊數 | 出版           | 國際               |
| ---- | -------------- | ------------------ |
| 1    | 2016年10月14日 | ISBN 9789571069555 |
| 2    | 2017年5月16日  | ISBN 9789571073941 |
| 3    | 2018年4月9日   | ISBN 9789571080109 |

## 桌遊
桌遊高竹嵐設計，千川原作、Ooi Choon Liang插畫，由玩家扮演當鋪，重回遊戲中的場面。純喫茶「一服堂」之四季繪師Ooi Choon Liang和留日新人作家千川試玩後覺得真是越玩越好玩。千川認為重現了時光當鋪的完整經典時光。

## 註腳
1. ↑  . zh-hk.facebook.com.   [2017-04-08] （中文（繁體））. ★2月號夢夢的封面好漂亮啊~~ 而且改編自尖端暢銷小說 《時光當舖》的漫畫版即將登場~~ 好期待呀!!   連原作看過葉澄老師的畫面後都讚不絕口呢!!~ 敬請期待~ <3
2. ↑  . www.facebook.com.   [2017-04-08] （中文（简体））. 🎊震撼消息！尖端原創翼想本小說《#時光當舖》，授權 #顧漫全系列 改編團隊「克頓傳媒」，影視化改編啟動── 還記得《#杉杉來吃》的可愛、《#何以笙簫默》的動人，與《#微微一笑很傾城》的甜蜜嗎？ 旅日幻想作家千川X優雅暖心繪師Ooi Choon Liang 暢銷作《時光當舖》全五冊，本本銷售破萬全台熱銷！改編漫畫化 #夢夢月刊 連載中！ 影視化合作決定！更多詳細消息日後公布！
3. ↑  . 巴哈姆特電玩資訊站.   [2017-04-08].
4. ↑  .   [2017-04-08] （中文（臺灣））.
5. ↑  . .   [2017-04-08]. （原始内容存档于2018-01-01）.
6. ↑  (punchboardgame), 高雄龐奇桌遊餐廳. . 高雄龐奇桌遊餐廳.   [2017-04-08]. （原始内容存档于2016-05-29） （中文（臺灣））.